# Datisca glomerata
Datisca glomerata là một loài thực vật có hoa trong họ Datiscaceae. Loài này được (C.Presl) Baill. mô tả khoa học đầu tiên năm 1870.

## Hình ảnh

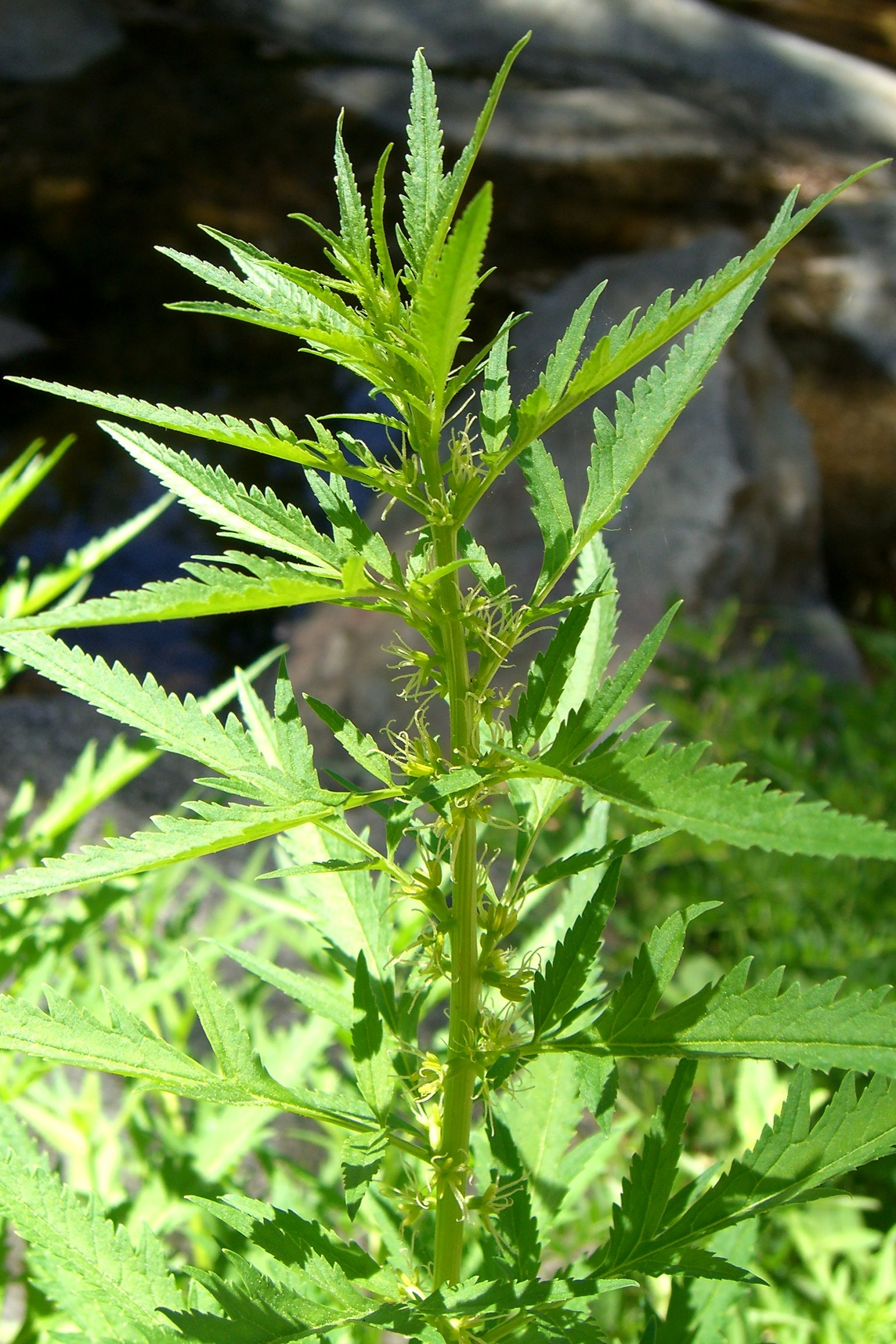
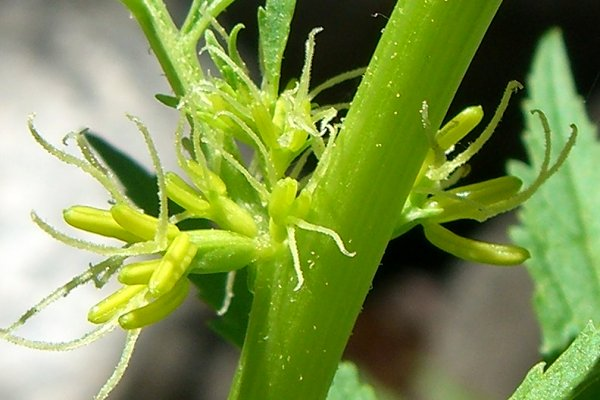